# Soboloch-Majan
Il Soboloch-Majan (in russo Соболох-Маян?; in lingua sacha: Соболоох Майаан, Sobolooch-Majaan) è un fiume della Russia siberiana orientale, affluente di destra della Lena. Scorre nel Žiganskij ulus e nell'Ėveno-Bytantajskij ulus della Sacha (Jacuzia).
Il fiume ha origine dalle pendici occidentali dei monti Orulgan. Scorre prima verso sud-ovest e poi verso ovest; sfocia nella Lena ad una distanza di 700 km dalla sua foce. 
La lunghezza del Soboloch-Majan è di 411 km, l'area del suo bacino è di 13 300 km². Nel suo basso corso, a 48 km dalla foce, riceve da destra il suo principale affluente: il Nimingde, lungo 200 km.